# Інасіу де Вільєна Барбоза

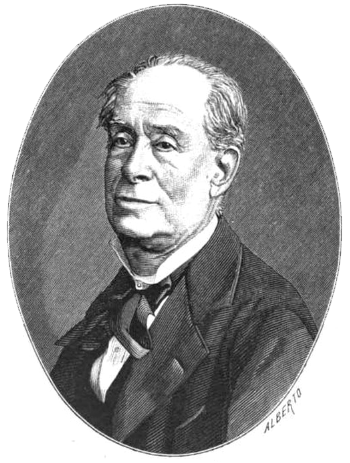
Інасіу де Вільєна Барбоза.

Іна́сіу де Вільє́на Барбо́за (порт. Inácio de Vilhena Barbosa, 1811—1890) — португальський історик, археолог, публіцист, геральдист. Народився у Лісабоні, Португалія. Член Лісабонської академії наук. Автор «Міст і містечок Португальської монархії» (1860—1862), «Історичних і археологічних студій» (1874—1875), «Історичних, мистецьких і археологічних пам'яток Португалії» (1886). Друкувався у журналах «O Panorama» (1837—1868), «Ilustração Luso-Brasileira» (1856—1859), «Arquivo Pitoresco» (1857—1868) та «O Occidente» (1878—1915). 1933 року міська рада Лісабона назвала на честь історика одну з вулиць столиці.

## Праці
- Barbosa, Ignacio de Vilhena. As cidades e villas da monarchia portugueza que teem brasão d'armas. Lisboa: Typographia do Panorama, 1860—1862. 3 vol. : il. ; 22 cm. (1º v.: V, [4], 207 p., [57] fls. il. — 2º v.: 201 p., [39] fls. il. — 3º v.: 277p., [29] fls. il.)
- Vilhena Barbosa, Ignacio de. Estudos historicos e archeologicos. Lisboa: Typ. Castro Irmão, 1874—1875.
- Vilhena Barbosa, Ignacio de. Monumentos de Portugal, historicos, artisticos e archeologicos. Lisboa: Typ. Castro Irmão, 1886
- Silva, Joaquim Possidonio Narciso da; Vilhena Barbosa, Ignacio de. Noçoes elementares de Archeologia: obra illustrada com 324 gravuras. Lisboa: Lallemant Frères, 1878. (іспанською)